# Atletica leggera ai Giochi della XXVIII Olimpiade - 400 metri ostacoli maschili

Video della Finale (rumori dello stadio)

Video della Finale (telecronaca)

I 400 metri ostacoli hanno fatto parte del programma di atletica leggera maschile ai Giochi della XXVIII Olimpiade. La competizione si è svolta dal 23 al 26 agosto allo Stadio Olimpico di Atene. Vi hanno preso parte 35 atleti.

## Presenze ed assenze dei campioni in carica
| Competizione         | Atleta                  | Prestazione | Atene 2004 |
| -------------------- | ----------------------- | ----------- | ---------- |
| Olimpiadi 2000       | Angelo Taylor           | 47”50       | Presente   |
| Commonwealth 2002    | Chris Rawlinson         | 49”14       | Presente   |
| Europei 2002         | Stéphane Diagana        | 48”43       | Ritirato   |
| Coppa del mondo 2002 | James Carter            | 48”27       | Presente   |
| Asiatici 2002        | Hadi Soua'an Al-Somaily | 48”42       | Presente   |
| Panamericani 2003    | Félix Sánchez           | 48”19       | Presente   |
| Mondiali 2003        | Félix Sánchez           | 47”25       | Presente   |
|                      |                         |             |            |
| Mondiali junior 2000 | Marek Plawgo            | 49”23       | Presente   |

1. ↑  Sotto la bandiera della Gran Bretagna.

## La gara
Felix Sánchez impressiona per il suo stato di forma: 48"51 in batteria e 47"93 in semifinale. È il favorito per l'oro. Nella serie vinta da Sánchez giunge solo quarto il campione uscente, Angelo Taylor (48"72): non basta per entrare in finale. Ci riproverà a Pechino.

Le altre semifinali sono vinte da Danny McFarlane (48"00, record personale) e James Carter (48"18). Nella serie vinta da Carter, Kemel Thompson arriva quarto con 48"25, di gran lunga il miglior tempo in assoluto per un atleta eliminato in semifinale.

James Carter e Félix Sánchez corrono in parallelo la prima metà della finale. Ma l'americano chiede troppo al suo fisico e, a poco a poco, scivola in quarta posizione. Nessuno regge il ritmo del dominicano che si avvia a vincere con il miglior tempo dell'anno.

Danny McFarlane, che ha condotto una corsa più prudente, vince l'argento, seguito da Naman Keïta che compie una prodigiosa rimonta dal settimo al terzo posto.
Per Felix Sánchez le gare di Atene sono la 41ª, 42ª e 43ª vittoria consecutiva.

Il suo titolo è il primo in assoluto alle Olimpiadi per la Repubblica Dominicana.

La medaglia di Naman Keïta è l'unica vinta dalla Francia nell'atletica in questa edizione dei Giochi.

## Risultati

### Turni eliminatori
| 5 Batterie   | 23 agosto | 35 partenti   | Si qualificano i primi 4 + i 4 migliori tempi. |
| 3 Semifinali | 24 agosto | 8 + 8 +8      | Si qualificano i primi 2 + i 2 migliori tempi. |
| Finale       | 26 agosto | 8 concorrenti |                                                |

### Finale
Stadio olimpico, giovedì 26 agosto, ore 22:30.
| Primatista mondiale   | 46"78 | Kevin Young  | Rit. 1998 |
| Primatista stagionale | 47"68 | James Carter | Presente  |

1. ↑  Record stabilito nel 1992.
2. ↑  Alla data del 1º agosto 2004.

| Pos | Paese           | Atleta          | Tempo |
| --- | --------------- | --------------- | ----- |
|     | Rep. Dominicana | Félix Sánchez   | 47"63 |
|     | Giamaica        | Danny McFarlane | 48"11 |
|     | Francia         | Naman Keïta     | 48"26 |
| 4   | Stati Uniti     | James Carter    | 48"58 |
| 5   | Panama          | Bayano Kamani   | 48"74 |
| 6   | Polonia         | Marek Plawgo    | 49"00 |
| 7   | Sudafrica       | Alwyn Myburgh   | 49"07 |
| 8   | Stati Uniti     | Bennie Brazell  | 49"51 |